# Dolores (koparka)

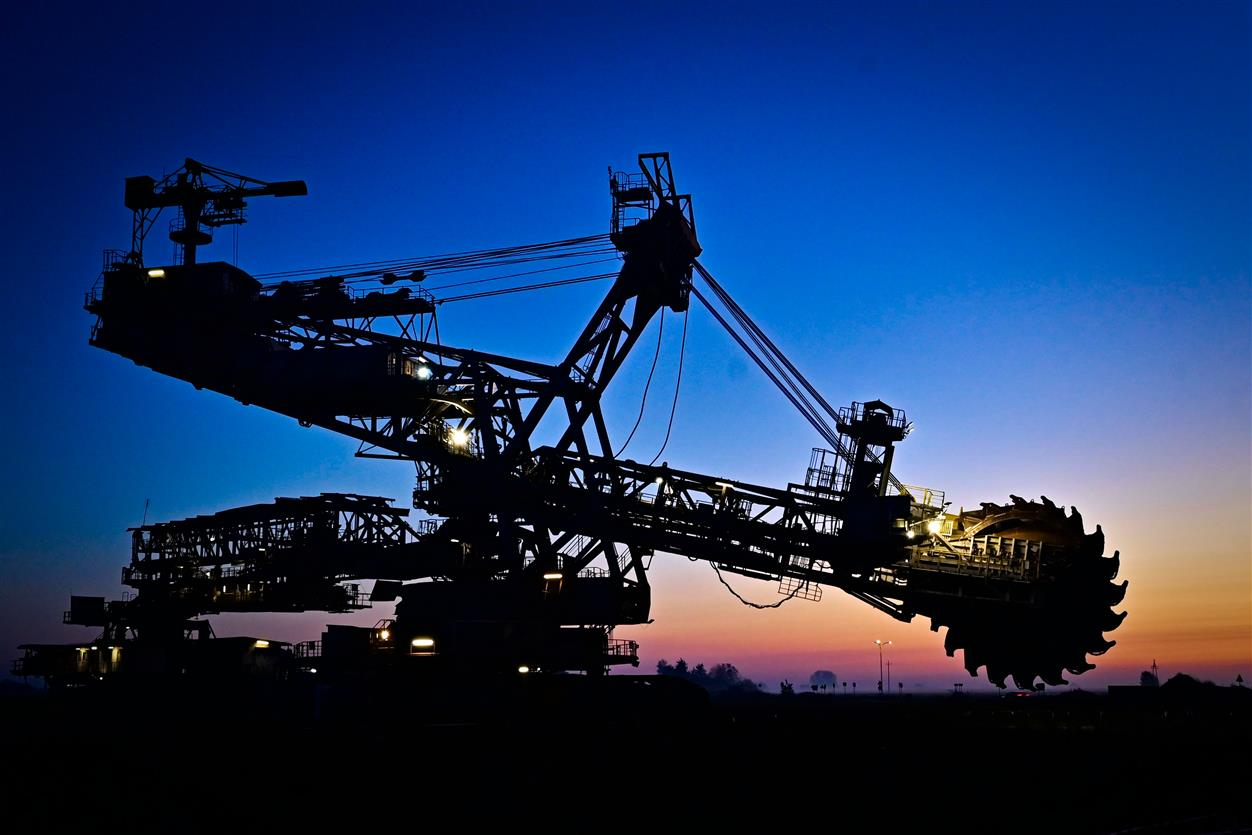
Koparka Dolores

Dolores – koparka wielonaczyniowa typu SRs1800 pracująca od 2011 w odkrywce Jóźwin II B na rzecz Kopalni Węgla Brunatnego "Konin", aktualnie wyłączona z użytkowania i ustawiona w przestrzeni publicznej na terenie gminy Kleczew. Obecnie jest lokalną atrakcją turystyczną, a według planów w przyszłości ma być eksponatem nowego Oddziału Muzeum Okręgowego w Koninie.
Jest to koparka produkcji niemieckiej, którą zakupiono w Hiszpanii od galicyjskiej kopalni As Pontes. Do Polski sprowadzono ją w 2009 roku. Jej całkowita długość wynosi 118 metrów, wysokość 38 metrów, a szerokość 27 metrów, waga zaś przekracza 2,5 tys. ton. Jest ona bliźniaczo podobna do Carmen, która rozpoczęła eksploatację 2 września 2010 roku.
W przyszłości Dolores stanowić ma atrakcję parku maszyn górniczych, który będzie prezentował dziedzictwo przemysłowe Konińskiego Zagłębia. Plany te mają wpisywać się w ideę sprawiedliwej transformacji, a jednym z pomysłów jest np. zatrudnienie w nowej atrakcji turystycznej byłych górników oraz połączenie kolejowe między Koninem a Kleczewem po torach górniczych. W 2024 Sejmik Województwa Wielkopolskiego zdecydował o przeznaczeniu środków na zakup koparki przez Muzeum Okręgowe w Koninie.
Jednym z podmiotów, który zabiega o popularyzację wiedzy na temat koparki Dolores jest Fundacja Dolores, której pierwszym celem było uratowanie maszyny.